# Электроника НЦ
Электроника НЦ — серия советских модульных реконфигурируемых 16-разрядных мини-ЭВМ.

## Описание
«Электроника НЦ-1» разработана под руководством главного конструктора Д. И. Юдицкого, изготовлена и сдана государственной комиссии в 1973. Являла собой управляющую ЭВМ производительностью до 0,7 миллионов операций в секунду с интегральными схемами ОЗУ ёмкостью 128 килобайт на цилиндрических магнитных плёнках и ППЗУ 7 килобайт на сменных индукционных картах. ЭВМ имела модульную структуру, позволяющую комплектовать различные вычислительные системы, а интерфейс ввода-вывода обеспечивал подключение периферийных устройств. Серийное производство НЦ-1 происходило с 1974 до 1989 силами Псковского завода радиодеталей. Позже в Пскове сделали варианты этой ЭВМ на БИС (больших интегральных схемах) и выпускали таковую под наименованиями «Электроника НЦ-2» и «Электроника 5Э37».